# Ананьїнська культура
Ана́ньїнська культу́ра — археологічна культура залізної доби, поширена в VIII—III століттях до н. е. в басейні річок Кама, В'ятка, Ветлуга, Вим та Печора. Названа на честь села Ананьїно (під містом Єлабуга), біля якого в 1858 році П. В. Алабін розкопав могильник цієї культури.
На території Прикам'я відомі численні поселення та могильники ананьїнської культури. Досліджені такі могильники: Зуєвський (218 поховань), Каракулінський (4 поховання) та Верхньомошкаровський. Всі некрополі безкурганні. Судячи з ананьїнських могильників, над могилами встановлювались кам'яні стели із зображеннями померлих воїнів. Поховання переважно індивідуальні, але відомі і колективні. Померлі вкладені витягнутими на спині, ногами до річки. Поховання чоловіків більш багачі за жіночі. В чоловічих могилах знайдені наконечники списів та стріл, бойові сокири, кельти, паски з мідними накладками та привісками, шийні гривні та браслети. В жіночих могилах були знайдені мідні бляшки, гривні, браслети, персні, іноді намиста, шила, голки. В могили ставили глиняний посуд з їжею на дорогу до загробного світу, жінкам намагались покласти яловичину, чоловікам — конину.

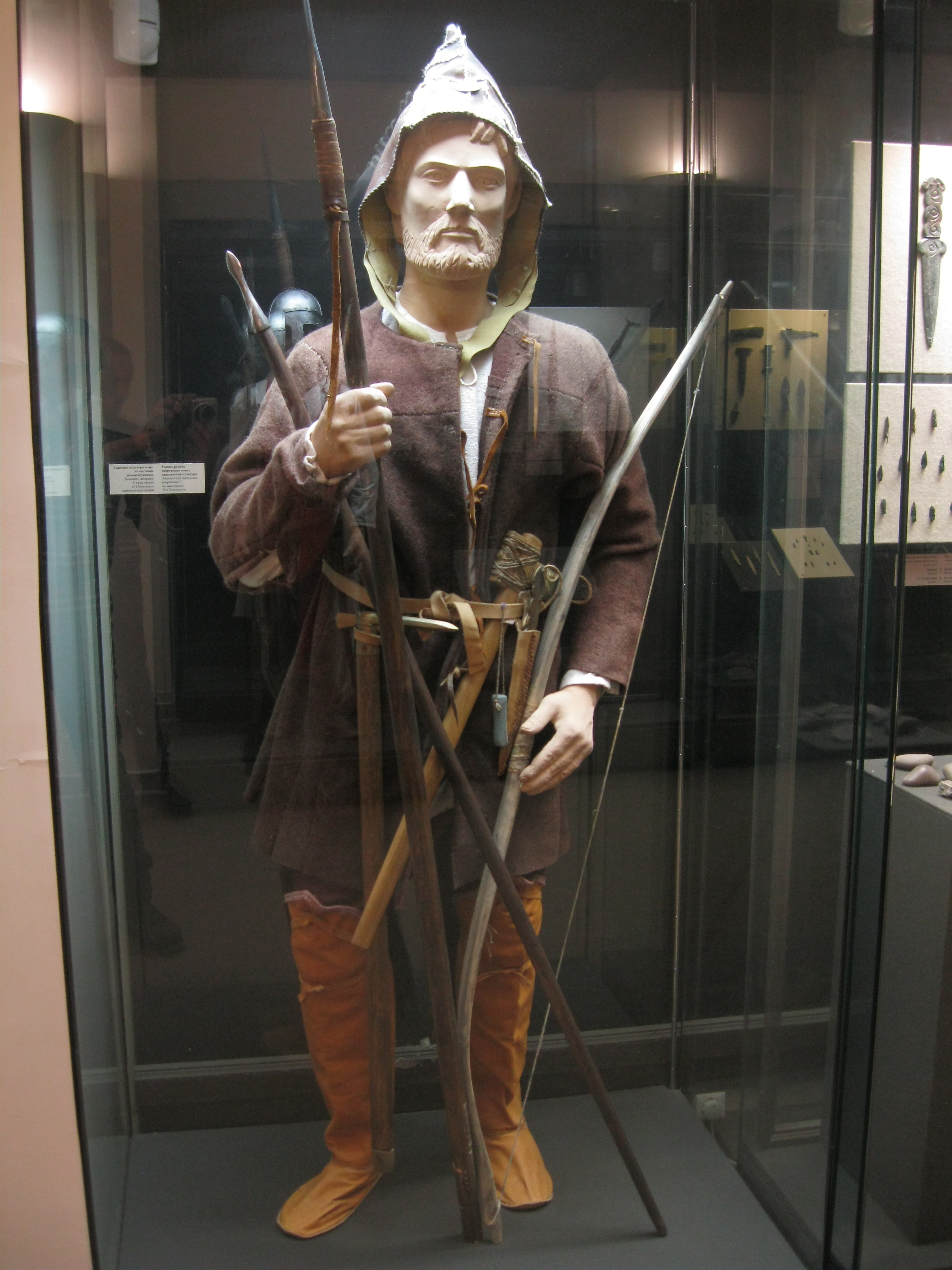
Матеріали з ананьїнських могильників

На Зуєвському могильнику зібрано більше 150 виробів, які зроблені за 3 технологічними традиціями: з чистої міді, сурм'яно-миш'яковистих сплавів та олов'яних бронз. На металообробку культури суттєво впливала технологічні школи Північного Кавказу, Скіфії, а з VI—V століття до н. е. — Казахстану та Середньої Азії. На межі V—IV століть до н. е. у ананьїнців залізо витіснило бронзу із сфери виготовлення знарядь праці та зброї.
Серед поселень культури відомі городища, укріплені валами та ровами (Зуєво-Ключевське 1, Верхньомошкаровське, Кам'яний Лог та інші). Городища виникли в VI столітті до н. е. спочатку в низов'ях річки Кама у зв'язку із загрозою з боку південних кочовиків, а потім поширились по всьому Прикам'ю. Тільки в Каракулінському районі їх 26, в Сарапульському — 15. Характерним поселенням такого типу є городище Зуєво-Ключевське 1, обнесене 2 валами та ровом. Основний вал мав ширину до 10 м та висоту 3,5 м. Перед ним виритий рів шириною 4,2 м та глибиною 2 м, а через 10 м насипаний ще один вал. На гребні вала ставили, як правило, колодний частокіл. Висота перепони з урахуванням рову, вал та стіни становили близько 8 м. Площа 30 км³, на ній в декілька вулиць стояли наземні прямокутні зрубні житла площею 60-72 м², вхід в житло розташовувався з південно-східного або східного боку, зліва від входу та від протилежної стіни — нари, в центрі житла влаштовувався вогонь, іноді на глинобитній основі. Зустрічався і вогонь, обставлений камінням.
Населення ананьїнської культури займалось підсічним землеробством та скотарством, розводили коней, велику рогату худобу, свиней, овець та кіз. Ананьїнці навчились робити тканини із шерсті. За допомогою гарпунів, рибальських гачків, сіток ловили стерлядь, осетер, таймень, білорибицю, щуку, ляща, голованя та ін. Добували бобра, ведмедя, лисицю, куницю, зайця, лося, козулю, північного оленя, кабана. Пушнину заготовляли спеціально для обміну на зброю, прикраси, метал. Ананьїнцями були створені шедеври бронзоливарного виробництва, чудові приклади кісткорізної справи (рукоятки із зображеннями вовків, ведмедів, лосів та птахів) та кераміки (зображення жінок — покровительок родини, хлібці — символи сонця).
Ананьїнський час — початок розладу первісних відносин, існування військової демократії. Антропологічний тип ананьїнців — європеоїди з домішками монголоїдної раси. Це древні фіно-пермські племена, предки удмуртів, комі-перм'яків та комі-зирян.